# Ursula Le Guin
Ursula Kroeber Le Guin, geboren als Ursula Kroeber (Berkeley (Californië), 21 oktober 1929 – Portland (Oregon), 22 januari 2018) was een Amerikaans schrijfster van sciencefiction- en fantasyboeken. Als auteur wordt ze meestal als Ursula Le Guin of Ursula K. Le Guin aangeduid.
Haar vader, Alfred L. Kroeber, was antropoloog, haar moeder, Theodora Kroeber, schrijfster. Ze was gehuwd met Charles A. Le Guin, een historicus. Ze studeerde aan Radcliffe College en Columbia University, waar ze in 1952 haar MA haalde. Negen andere universiteiten hebben haar eredoctoraten toegekend. Ze heeft Frans en schrijven gedoceerd aan vele universiteiten. Haar oeuvre omvat 28 romans en 11 collecties korte verhalen.
Thema's in haar werk zijn vaak feministisch, psychologisch, sociologisch of anarchistisch van aard.
Bekende boeken van haar hand zijn onder andere de Aardzee-serie, Duisters linkerhand (The Left Hand of Darkness) en De ontheemde (The Dispossessed). Ze heeft een groot aantal prijzen gewonnen, waaronder vijf Hugo Awards en zes Nebula Awards, de twee bekendste onderscheidingen voor sciencefiction. Ursula Le Guin wordt algemeen gezien als een van de meest vooraanstaande vrouwelijke auteurs en science-fiction auteurs van de twintigste eeuw.

## Prijzen
- The Left Hand of Darkness - 1970 Hugo Award en Nebula Award voor beste roman (Nederlands: De linkerhand van het duister)
- The Tombes of Atuan - 1972 - een zilveren medaille van de Newbery Honor
- The Lathe of Heaven - 1972 Locus Award voor beste roman
- The Word for World is Forest - 1973 Hugo voor beste novelle
- The Ones Who Walk Away from Omelas - 1974 Hugo voor beste korte verhaal
- The Day Before the Revolution - 1975 Nebula en Locus voor beste korte verhaal
- The Dispossessed - 1975 Hugo, Nebula en Locus voor beste roman
- The New Atlantis - 1976 Locus voor beste novelette
- The Wind's Twelve Quarters - 1976 Locus voor beste verhalenbundel van één auteur
- 1979 Gandalf Grand Master Award
- The Compass Rose - 1983 Locus voor beste verhalenbundel van één auteur
- Sur - 1983 Locus voor beste korte verhaal
- Buffalo Gals, Won't You Come Out Tonight - 1988 voor beste novelette en 1988 World Fantasy Award voor beste novelle
- Tehanu - 1991 Nebula voor beste roman en Locus voor beste fantasy roman
- 1995 World Fantasy Award for life achievement
- Forgiveness Day - 1995 Locus voor beste novelle
- Solitude - 1996 Nebula voor beste novelette
- Four Ways to Forgiveness - 1996 Locus voor beste verzamelbundel
- Mountain Ways - 1997 Locus voor beste novelette
- The Birthday of the World - 2001 Locus voor beste novelette
- The Telling - 2001 Locus voor beste roman
- The Bones of the Earth - 2002 Locus voor beste korte verhaal
- The Finder - 2002 Locus voor beste novelle
- The Other Wind - 2002 World Fantasy voor beste roman
- Tales from Earthsea - 2002 Locus voor beste verhalenbundel
- 2002 PEN/Malamud Award voor korte verhalen
- 2003 SFWA Grand Master Award
- The Wild Girls - 2003 Locus voor beste novelette
- Changing Planes - 2004 Locus voor beste verhalenbundel
- The Wave in the Mind - 2005 Locus voor beste non-fictie
- Gifts - 2005 PEN Center USA Children's Literature Award (Nederlands: De wilde gave)
- Powers - 2009 Nebula voor beste roman
- Lavinia - 2009 Locus voor beste fantasy roman
- 2014 Medal for Distinguished Contribution to American Letters, National Book Foundation